# 一中共表
一中共表，意思是指「一個中國，共同表述」，是中華民國前任總統馬英九的兩岸政策核心幕僚國立臺灣大學前副校長包宗和在《一個超越歷史侷限的兩岸觀》文章中，對於中華民國政府所提的「一中各表」及中華人民共和國政府所提的「一個中國」的各自主張，提出的關於推动海峽兩岸關係的概念。
這個概念類似於前中共中央總書記胡錦濤提出的一個中國框架。類似一中共表的概念還有張亞中提出的一中同表。中華人民共和國方面，有学者认同包宗和“一中共表”概念，则以“‘统一’为取向”。:80
由於並未承認中華民國是中國唯一合法代表，中華人民共和國認為這是兩個中國論述，歸屬於台獨之中。

## 概念內容
「一中共表」大致是在一個中國理念之下，中華民國大陸地區和中華民國自由地區都彼此承認對方可以共同代表一個中國，雙方的政權一樣都是合法的。它與蘇起提出的九二共識「一中各表」有明顯區別。中國國民黨重新執政後的海基會與海協會雖然有九二共識，但雙方對此共識的解讀卻有著天壤之別。中國共產黨和中華人民共和國政府認為九二共識的核心是兩岸同屬一個中國的一中原則，但中國國民黨和中華民國政府的認知是「一個中國，各自表述」的「一中各表」，強調區別主權與兩岸政府各自對其領土行使治權的精神。「一中共表」其實是一个虛構的概念，關於一中各表的内容是兩岸各自的，没有共識之說，你說你的，我講我的。
包宗和認為，臺灣內部得經過公民投票來實踐整合，他同時主張應該用「統一公投」而非「獨立公投」，因為臺灣一直是主權獨立的國家。他指出，「一中各表」及「九二共識」很好，沒有問題。但「一中各表」卻會成為兩岸往前走的障礙，像是影響臺灣加入聯合國等國際組織。而「一中共表」可讓兩岸雙方尋求共同接受的點，對臺灣尋求加入國際社會有空間。

## 兩岸關係進程論述

### 蔣中正
- 政府主調：漢賊不兩立、反攻大陆

### 蔣經國
- 政府主調：三民主義統一中國、三不政策。

### 李登輝
- 政府主調：九二共識，但總統實行戒急用忍，積極管理，有效開放。后于1999年主張特殊國與國關係。
- 1997年香港回歸後，中國大陸欲以香港為樣板，推行一國兩制給台灣看，總統表明不接受一國兩制。

### 陳水扁
- 政府主調：一台一中、兩國論；四不一没有、中华民国在台湾、一邊一國、國家正常化、廢除國統綱領。

### 馬英九
- 政府主調：九二共識、一中各表、臺海現狀
  - 兩岸互不承認主權，互不否認治權
- 泛綠：台灣共识、九六共识、一边一国、去中国化

### 洪秀柱
- 主張：一中同表、中華民國憲法

### 蔡英文
- 兩岸維持現狀。在中華民國憲政體制下繼續推動兩岸和平穩定發展。